# Economia da Polónia
A economia da Polónia (ou Polônia no português brasileiro) é diversificada, dividida entre as indústrias de construção naval, produção de carvão, aço e energia elétrica.
A mais importante concentração industrial ocorre na Silésia, uma área muita rica em carvão mineral, onde ocorrem indústrias siderúrgicas, químicas e de máquinas. Outras áreas importante são: Varsóvia - indústrias siderúrgicas e mecânicas - e Gdańsk - indústrias de produção naval.
A agricultura baseia-se principalmente na produção de batata e beterraba açucareira, juntamente com a criação de suínos.
Até ao início da década de 90, a Polónia foi uma economia planificada. Após a instauração do regime democrático a economia sofreu profundas reformas e tornou-se numa economia de mercado.
Agora a Polônia almeja um desenvolvimento econômico maior. O caminho encontrado é a entrada na União Europeia, mas ainda há uma resistência entre a população, que tem medo do aumento do custo de vida (o Euro é uma moeda muito forte) e da completa desnacionalização da economia. A moeda da Polônia, o Zloty, tem se valorizado, principalmente com a entrada na UE.Em 2002 1 Euro = 4,5 Zloty e em 2007, 1 Euro = 3,4 Zloty.

## Dívida com o Brasil (Polonetas)
Entre 1977 e 1980 o governo brasileiro abriu uma linha de crédito para financiamento das exportações brasileiras para a Polônia, produtos e serviços do Brasil em valores superiores a US$ 6 bilhões, financiados a curto prazo. Na medida em que os débitos foram vencendo, o então ministro da Fazenda, Mário Henrique Simonsen, percebeu que os poloneses não tinham como honrar seus compromissos com o Brasil, e o governo polonês ofereceu títulos da dívida pública como pagamento, que ficaram conhecidos como "polonetas".
Em 1992, no âmbito do Clube de Paris, o Brasil concordou, juntamente com outros credores da Polônia, entre eles a França e a Itália, em conceder aos poloneses um desconto do valor devido, de 50%.

## Comércio exterior

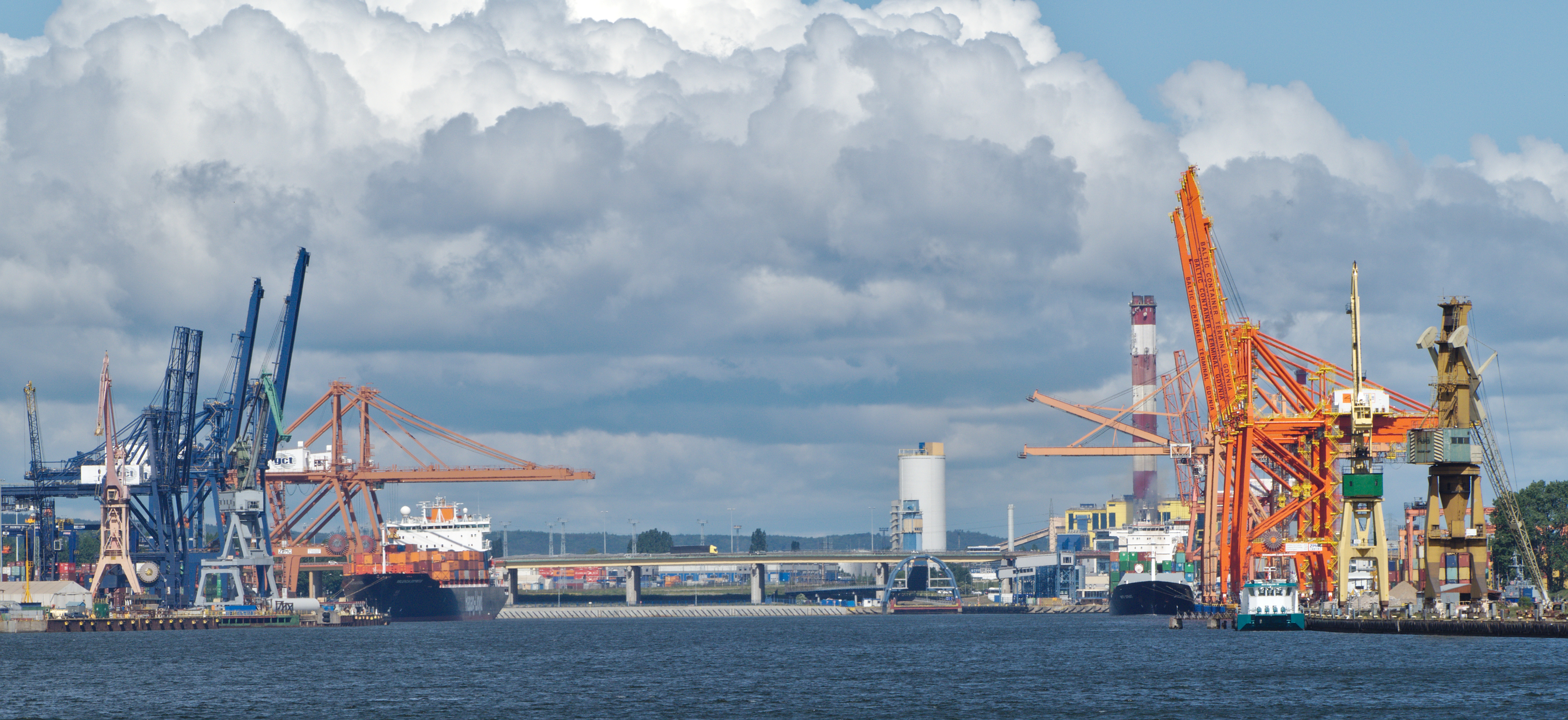
Porto de Gdynia.

Em 2020, o país foi o 22º maior exportador do mundo (US $ 251,8 bilhões, 1,3% do total mundial). Já nas importações, em 2019, foi o 19º maior importador do mundo: US $ 246,6 bilhões.

## Setor primário

### Agricultura
A Polônia produziu, em 2018:

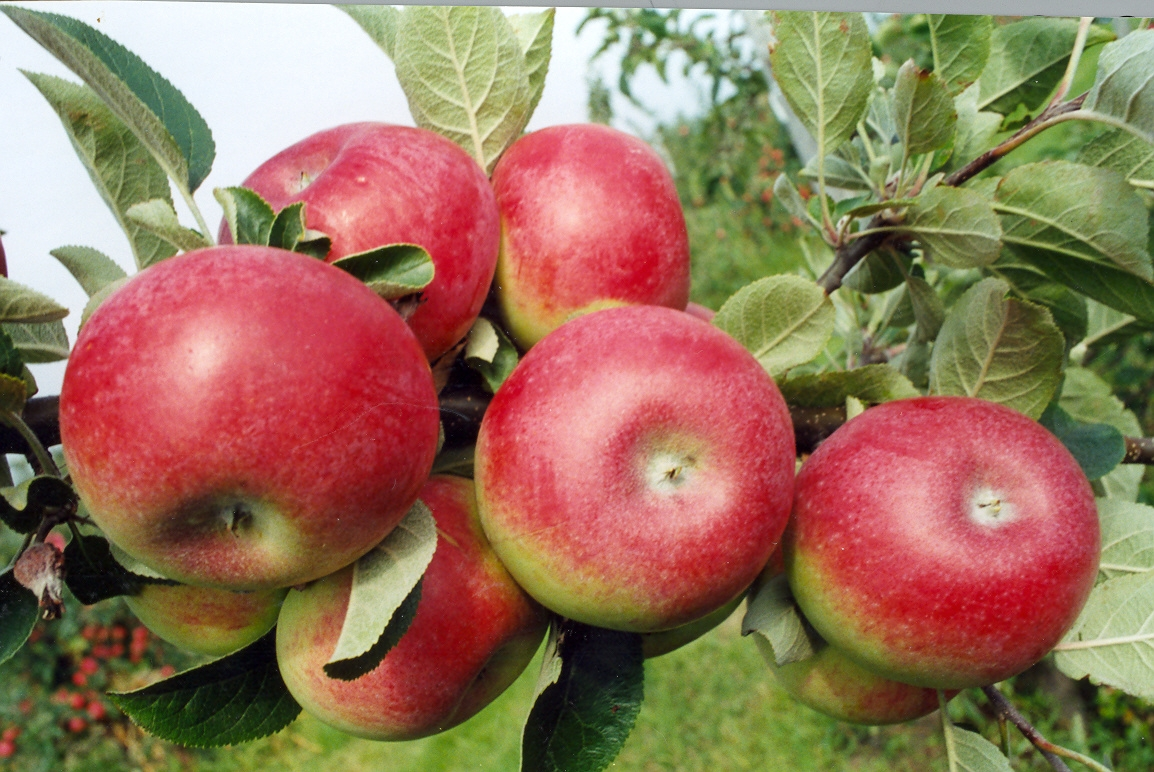
Maçã polonesa.

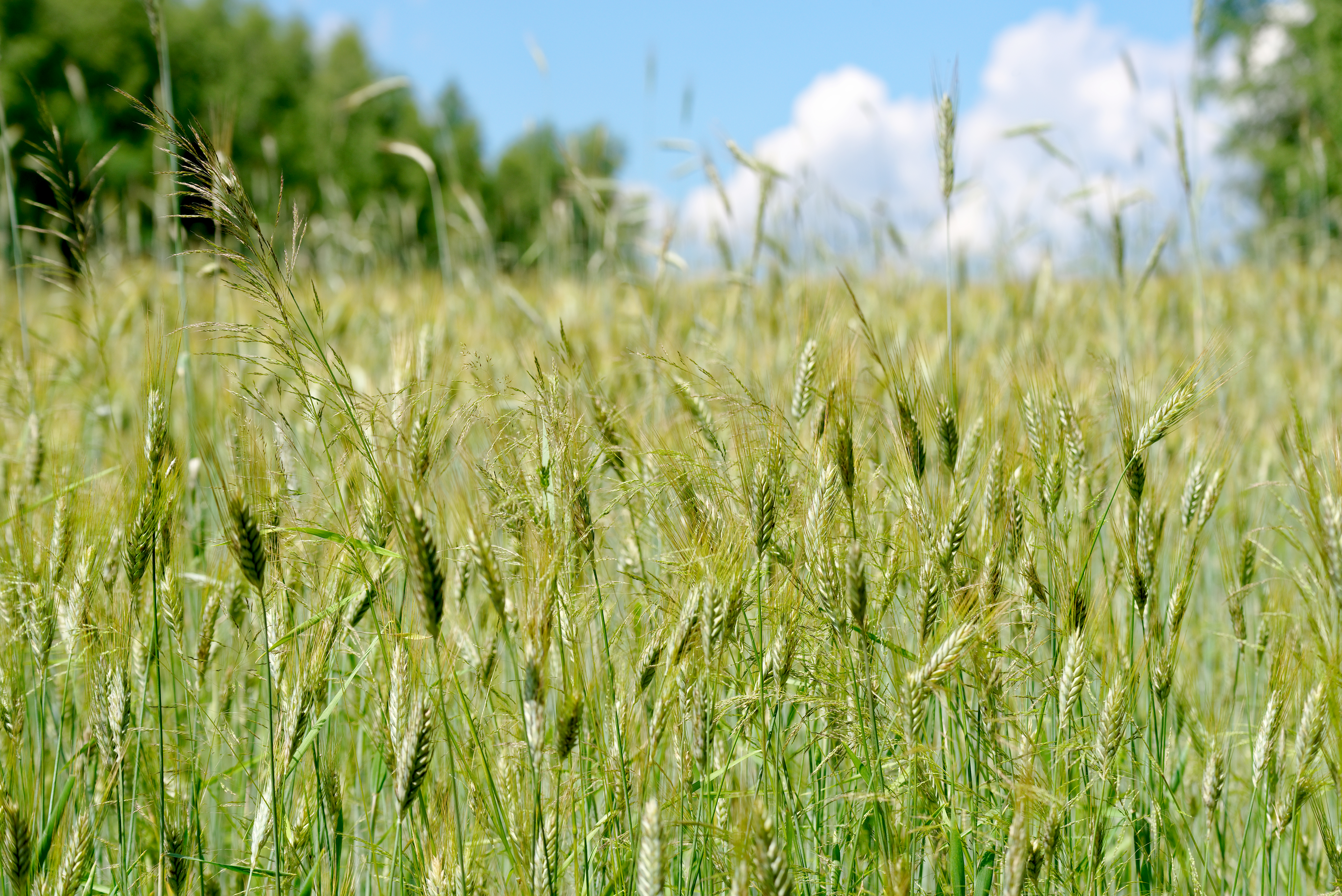
Plantação de cevada no Condado de Olkusz.

- 14,3 milhões de toneladas de beterraba (6º maior produtor do mundo), que serve para produzir açúcar e etanol;
- 9,8 milhões de toneladas de trigo (17º maior produtor do mundo);
- 7,4 milhões de toneladas de batata (9º maior produtor do mundo);
- 4 milhões de toneladas de triticale (maior produtor do mundo);
- 4 milhões de toneladas de maçã (3º maior produtor do mundo, somente atrás de China e EUA);
- 3,8 milhões de toneladas de milho;
- 3 milhões de toneladas de cevada (14º maior produtor do mundo);
- 2,2 milhões de toneladas de colza (8º maior produtor do mundo);
- 2,1 milhões de toneladas de centeio (2º maior produtor do mundo, somente atrás da Alemanha);
- 1,1 milhão de toneladas de aveia (5º maior produtor do mundo);
- 985 mil toneladas de repolho;
- 928 mil toneladas de tomate;
- 726 mil toneladas de cenoura;
- 562 mil toneladas de cebola;
- 538 mil toneladas de pepino;
- 292 mil toneladas de couve-flor e brócolis;
- 205 mil toneladas de morango (7º maior produtor do mundo);
- 200 mil toneladas de cogumelo e trufa;
- 167 mil toneladas de pimenta;
- 164 mil toneladas de groselha (2º maior produtor do mundo);
- 122 mil toneladas de tremoço;
- 121 mil toneladas de ameixa;
- 115 mil toneladas de framboesa (4º maior produtor do mundo);
- 60 mil toneladas de cereja (11º maior produtor do mundo);

Além de produções menores de outros produtos agrícolas.

### Pecuária

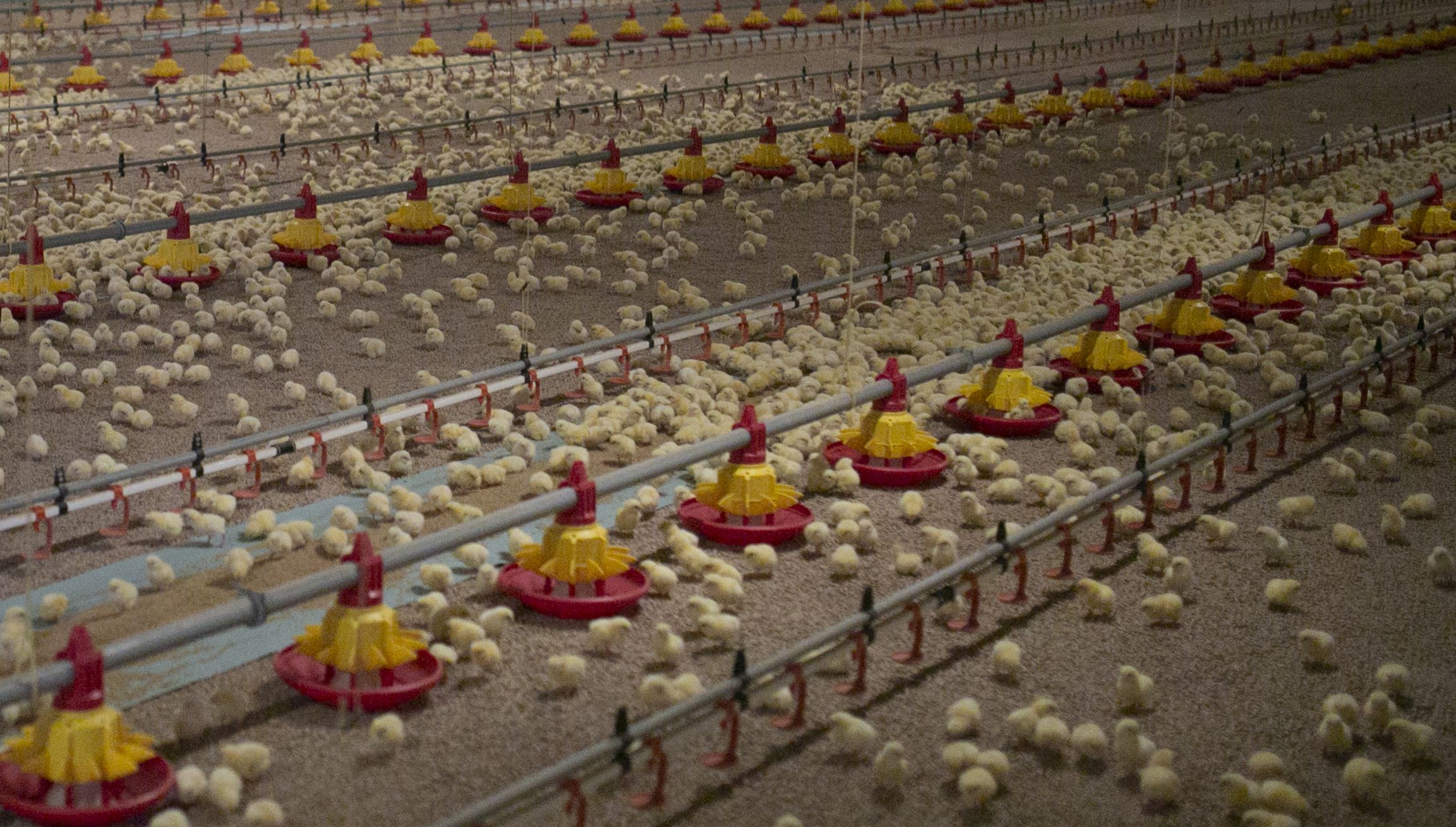
Avicultura na Polônia.

Em 2018, a Polônia foi o 10º maior produtor mundial de carne suína (2,09 milhões de toneladas). Neste ano o país também produziu 14,1 bilhões de litros de leite de vaca (um dos 15 maiores produtores do mundo), 2,07 milhões de toneladas de carne de frango (um dos 15 maiores produtores do mundo), 564 mil toneladas de carne bovina, 23 mil toneladas de mel, entre outros.

## Setor secundário

### Indústria

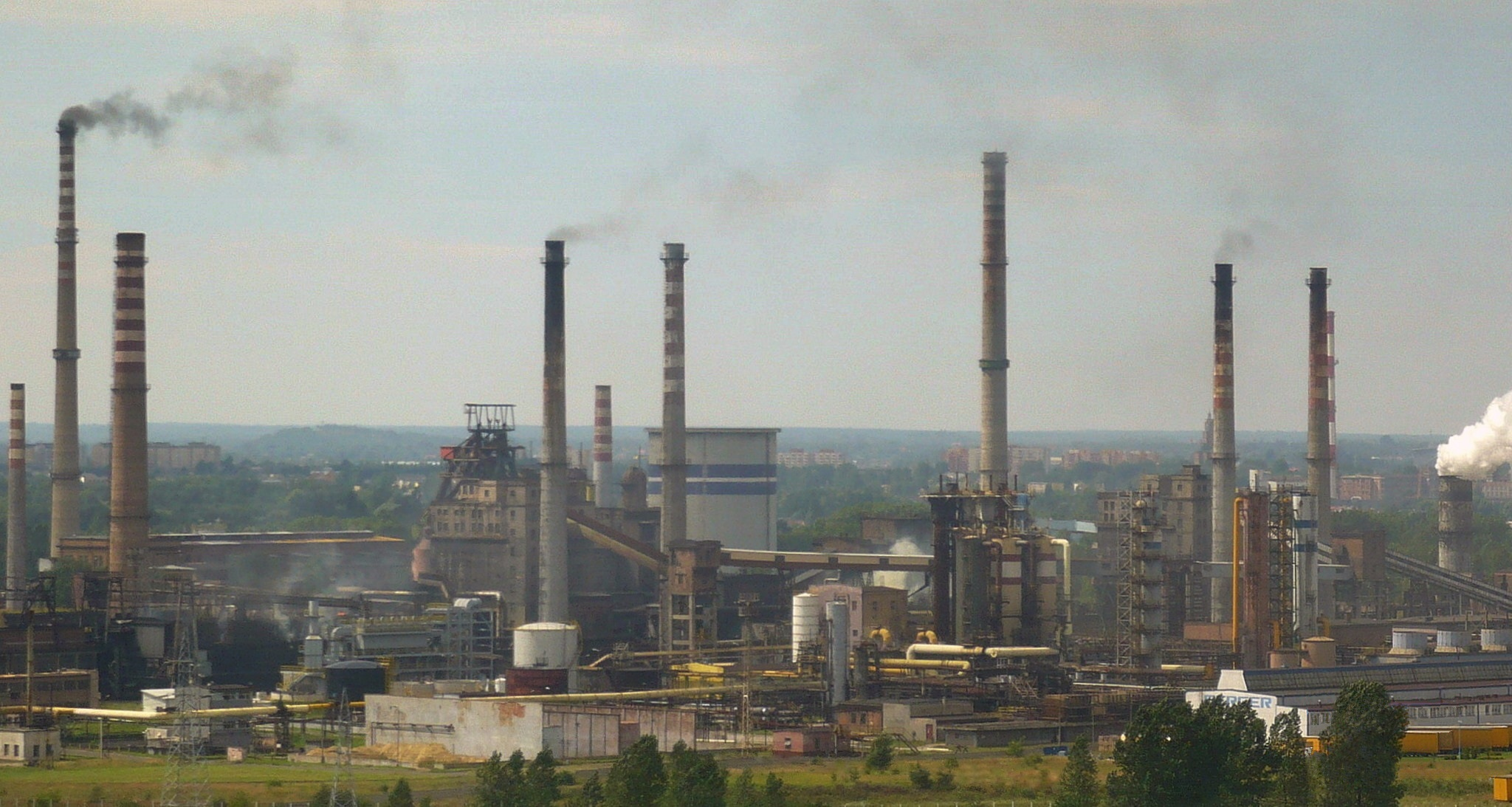
Siderúrgica polonesa.

O Banco Mundial lista os principais países produtores a cada ano, com base no valor total da produção. Pela lista de 2019, a Polônia tinha a 21ª indústria mais valiosa do mundo (US $ 99,1 bilhões).
Em 2019, a Polônia era o 24ª maior produtor de veículos do mundo (498 mil) e o 19ª maior produtor de aço (9,1 milhões de toneladas).

### Mineração

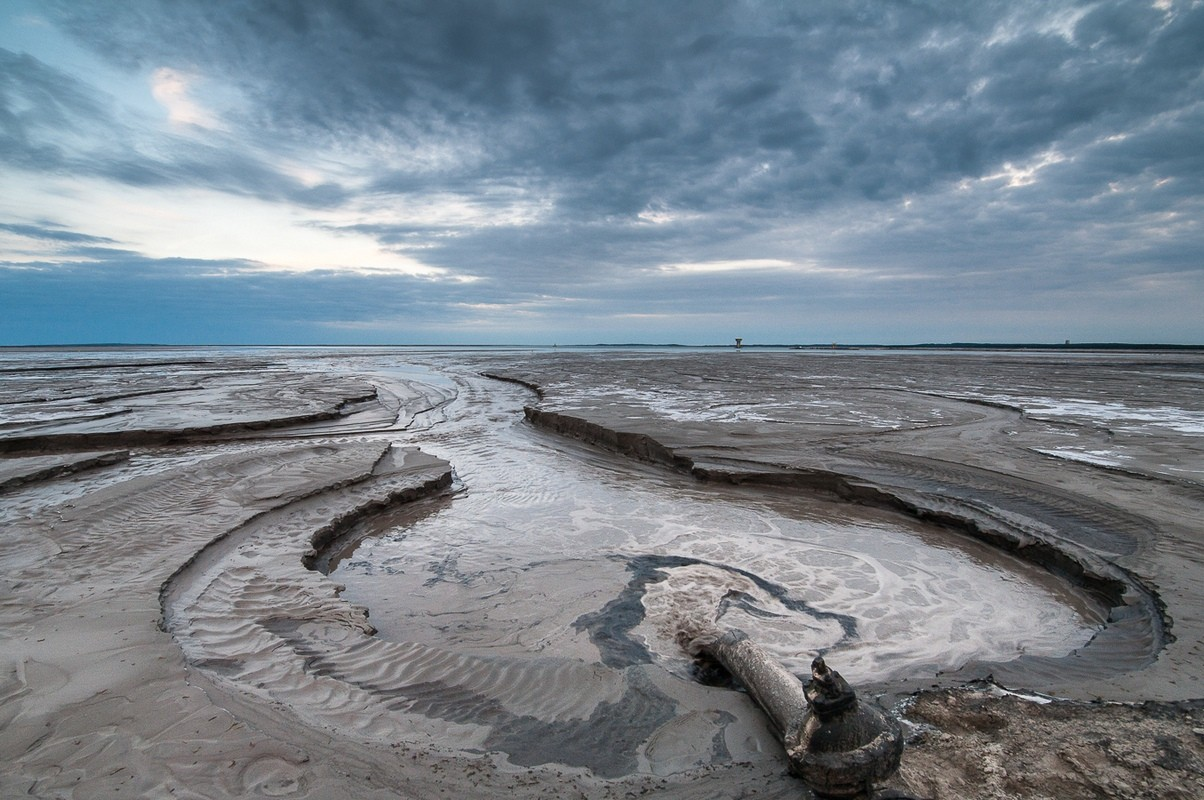
Mina de cobre na Polônia.

Em 2019, o país era o 3º maior produtor mundial de rênio; 5º maior produtor mundial de prata; o 12º maior produtor mundial de cobre; o 14º maior produtor mundial de enxofre; além de ser o 14º maior produtor mundial de sal.

### Energia

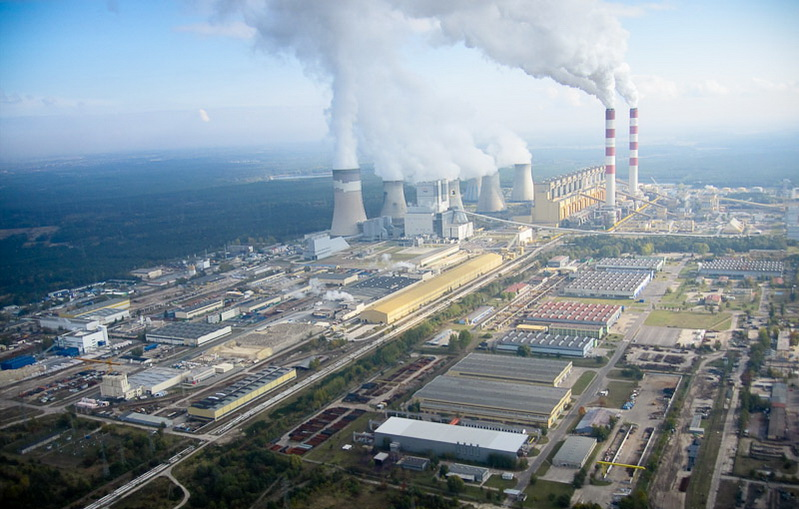
A Central Elétrica de Bełchatów é uma usina movida a lignito que produz de 27 a 28 TWh de eletricidade por ano, ou 20% da geração total de energia na Polônia.

Nas energias não-renováveis, em 2020, o país era o 64º maior produtor de petróleo do mundo, extraindo 18,7 mil barris/dia. Em 2019, o país consumia 670 mil barris/dia (29º maior consumidor do mundo). O país foi o 19º maior importador de petróleo do mundo em 2013 (467,4 mil barris/dia). Em 2015, a Polônia era o 47º maior produtor mundial de gás natural, 6,1 bilhões de m3 ao ano. Em 2010 o país era o 23º maior importador de gás (10,8 bilhões de m3 ao ano). Na produção de carvão, o país foi o 9º maior do mundo em 2018: 127,1 milhões de toneladas.
Nas energias renováveis, em 2020, a Polônia era o 16º maior produtor de energia eólica do mundo, com 6,2 GW de potência instalada, e o 21º maior produtor de energia solar do mundo, com 3,9 GW de potência instalada.

## Setor terciário

### Turismo

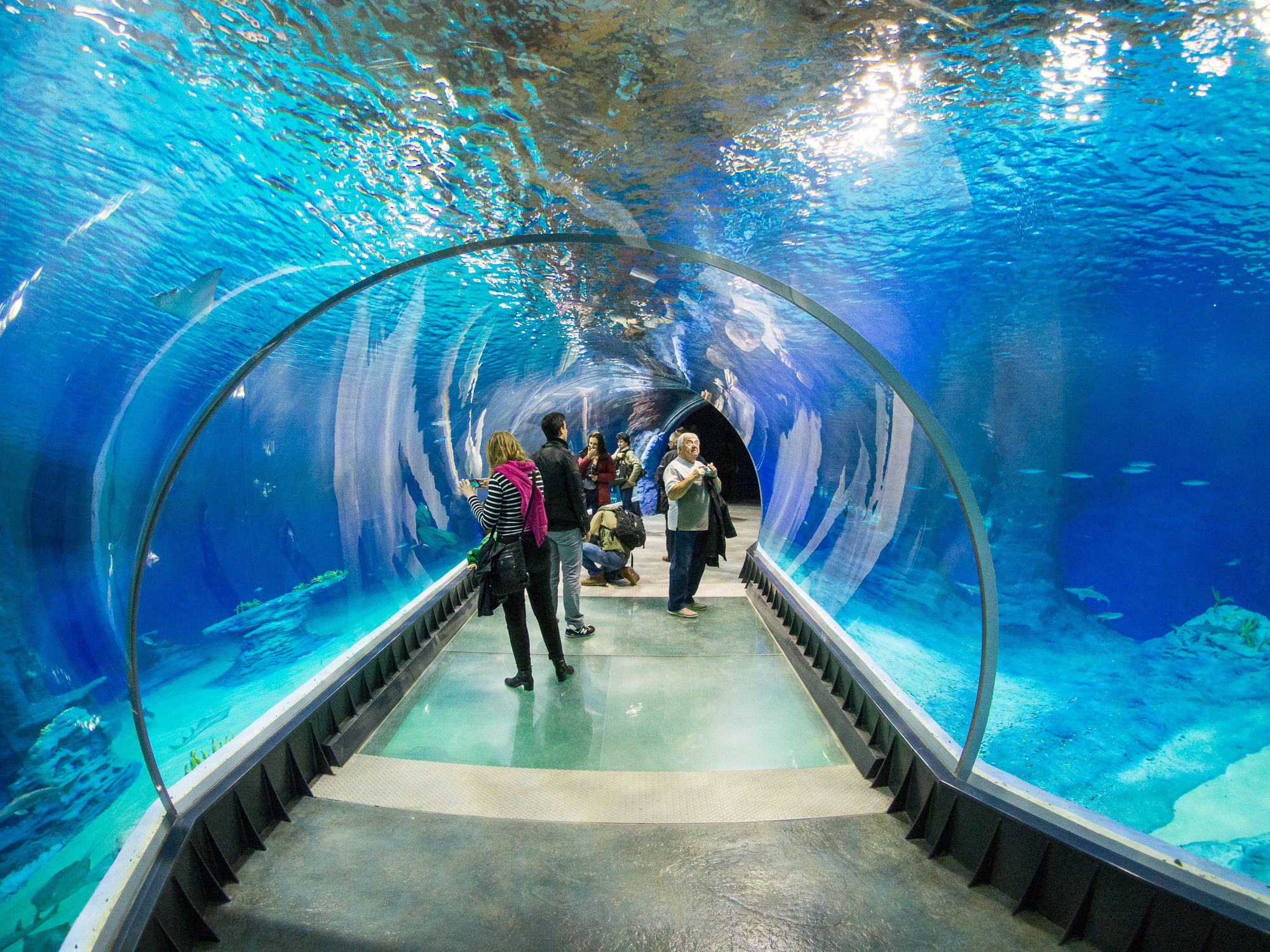
Aquário no Jardim Zoológico de Wrocław.

Em 2018, a Polônia foi o 19º país mais visitado do mundo, com 19,6 milhões de turistas internacionais. As receitas do turismo, neste ano, foram de US $ 14,0 bilhões.